# Questione di cuore
Questione di cuore (literal, Cuestión de corazón) es una película de comedia dramática italiana dirigida por Francesca Archibugi y estrenada en 2009.  En la película aparece la actriz Alessia Fugardi, conocida por su papel en la película La gran calabaza, también de Archibugi.

## Reparto
- Antonio Albanese: Alberto
- Kim Rossi Stuart: Angelo
- Micaela Ramazzotti: Rossana
- Alessia Fugardi: Claudia
- Francesca Inaudi: Carla
- Andrea Calligari: Airton
- Nelsi Xhemalaj: Perla
- Chiara Noschese: Loredana
- Paolo Villaggio: Renato
- Stefania Sandrelli
- Carlo Verdone
- Ascanio Celestini
- Daniele Luchetti
- Paolo Sorrentino
- Paolo Virzì